# عبد الله صالح (ممثل)
عبد الله صالح ممثل سعودي بدأ مسيرته الفنية من خلال المسرح مسرح الرياض الشعبي عام 1978 له العديد من الأعمال التلفزيونية والمسرحية وهو والد الفنان مروان عبد الله

## أعماله الفنية[4]

### الأفلام
- عطر مطر

### المسرحيات
- مسرحية بومحيوس في المجلس الوطني

- مسرحية حرب النعل

- مسرحية سويت لي مشاكل

- مسرحية أبو محيوس

- مسرحية عرج السواحل

- مسرحية سيف بو هلال

- مسرحية مال الله الهجان

- مسرحية الكبار مع التحية

- مسرحية فالتوه

- مسرحية أبو محيوس في بتايا

- مسرحية بو محيوس في ورطة

- مسرحية مطلوب خدامة حالا

- مسرحية حرم معالي الوزير

- مسرحية دور فيها يا الشمالي

- مسرحية السردال

- مسرحية مسرحيةالمملة

- مسرحية مسرحيةدبابيس

### مسلسلات
- مسلسل الحرب العائلية الأولى

- مسلسل لو إني أعرف خاتمتي

- مسلسل وديمة وحليمة

- مسلسل يا من هواه

- مسلسل دو ري مي

- مسلسل طماشة

- مسلسل ريح الشمال

- مسلسل بنات شما

- مسلسل للأسرار خيوط

- مسلسل الجيران

- مسلسل أمواج هادئة

- مسلسل ابن سحتوت

- مسلسل خليل في مهب الريح

- مسلسل الكفن

- مسلسل دارت الأيام

- مسلسل عودة الفارس
- مسلسل الحيتان

- مسلسل أبي عفوا